# Богашовське сільське поселення
Богашо́вське сільське поселення (рос. Богашёвское сельское поселение) — сільське поселення у складі Томського району Томської області Росії.
Адміністративний центр — село Богашово.
Населення сільського поселення становить 6889 осіб (2019; 6403 у 2010, 6289 у 2002).
Станом на 2002 рік існувала Богашовська сільська рада (села Богашово, Лучаново, Меженіновка, Петухово, присілки Аксьоново, Білоусово, Вороново, Іпатово, Лоскутово, Магадаєво, Некрасово, Овражне, Сухарьово, селища 26 км, 41 км, Басандайка, Зарічний, Каштак, Петухово, Смена, Ягодне), селища Госсортоучасток, Ключі та присілок Писарево перебували у складі Зональненської сільської ради. 2004 року село Меженіновка, селища 26 км, 41 км, Басандайка, Зарічний та Смена утворили окреме Меженіновське сільське поселення. 2005 року присілок Лоскутово було включене до складу міста Томська.

## Склад
До складу сільського поселення входять:
| Населений пункт         | Населення, осіб (2002) | Населення, осіб (2010) |
| ----------------------- | ---------------------- | ---------------------- |
| Аксьоново, присілок     | 24                     | 19                     |
| Білоусово, присілок     | 326                    | 364                    |
| Богашово, село          | 3762                   | 3710                   |
| Вороново, присілок      | 12                     | 7                      |
| Госсортоучасток, селище | 138                    | 22                     |
| Іпатово, присілок       | 3                      | 1                      |
| Каштак, селище          | 11                     | 21                     |
| Ключі, селище           | 65                     | 185                    |
| Лучаново, село          | 1216                   | 1261                   |
| Магадаєво, присілок     | 10                     | 13                     |
| Некрасово, присілок     | 41                     | 72                     |
| Овражне, присілок       | 9                      | 22                     |
| Петухово, село          | 591                    | 626                    |
| Петухово, селище        | 15                     | 8                      |
| Писарьово, присілок     | 1                      | 3                      |
| Просікино, присілок     | -                      | 5                      |
| Сухарево, присілок      | 52                     | 52                     |
| Ягодне, селище          | 13                     | 12                     |